# Хуступ
Хуступ (јерм. Խուստուփ) је планина на југоистоку јерменског марза Сјуник, јужно од града Капана. Највиши врх налази се на 3.206 метара надморске висине.
Ова планина је позната по јерменском револуционару Гарегину Нџеу који је у њеном подножју и сахрањен.